# Etheridgeum pulchrum
Etheridgeum pulchrum is een slang uit de familie toornslangachtigen (Colubridae) en de onderfamilie Calamariinae.

## Naam en indeling
De wetenschappelijke naam van de soort werd voor het eerst voorgesteld door Franz Werner in 1924. Oorspronkelijk werd de wetenschappelijke naam Padangia pulchra gebruikt. De soort is de enige uit het monotypische geslacht Etheridgeum.

## Verspreiding en habitat
Etheridgeum pulchrum komt alleen voor in Indonesië en is endemisch op Sumatra. Er is verder weinig bekend over de biologie en levenswijze.
De habitat bestaat uit vochtige tropische en subtropische laaglandbossen.

## Beschermingsstatus
Door de internationale natuurbeschermingsorganisatie IUCN is de beschermingsstatus 'onzeker' toegewezen (Data Deficient of DD).